# Clarence Madison Dally
Clarence Madison Dally (Woodbridge, 1º agosto 1865 – East Orange, 2 novembre 1904) di professione vetraio, fu assistente di Thomas Edison nei suoi studi sui raggi X e fu la prima persona avvelenata dalle radiazioni.

## Biografia
Nato in New Jersey qualche mese dopo la fine della Guerra di secessione, quarto figlio di Charles Clarence Dally (1845-1926) che si era sposato con l'irlandese Isabel Tuttle (1847-1929).

### Da operaio nella Edison Lamp Works a collaboratore di Edison
All'età di diciassette anni entrò in marina dove rimase fino al 1886; dopo esser stato congedato con onore incominciò a lavorare assieme a suo padre come vetraio alla Edison Lamp Works di Harrison, venne in seguito notato per le sue conoscenze e abilità quindi venne spostato attorno al 1890 all'Edison Laboratory di West Orange dove assistette agli esperimenti con le lampade a incandescenza.

### Gli studi sui raggi X e il fluoroscopio
In seguito alla scoperta dello scienziato tedesco Wilhelm Röntgen dei raggi X, incominciò a lavorare con suo fratello Charles sviluppando il Tubo focale di Edison nel fluoroscopio usando scheelite, ottenendo quindi immagini più nitide rispetto al fluoroscopio di Röntgen. All'epoca i raggi X non erano ritenuti pericolosi, tuttavia Edison osservò che "i raggi X hanno avvelenato il mio assistente".

### L'avvelenamento e la morte
Dal 1900 cominciò a soffrire di avvelenamento da radiazione in particolare alle mani e alla faccia, costringendolo a lasciare il lavoro, e nel 1902 la lesione al polso sinistro venne trattata senza successo con innesti cutanei e, infine la sua mano sinistra venne amputata. Un'ulcerazione alla mano destra rese necessaria l'amputazione di quattro dita. Nonostante questo il carcinoma si estese e gli vennero amputate entrambe le braccia, una all'altezza del gomito e l'altra all'altezza della spalla. Morì il 2 novembre 1904, a 39 anni, nella sua casa di East Orange, dopo aver subito in totale sette operazioni, a causa di un cancro al mediastino, anch'esso dovuto alle radiazioni.
Dally è considerata la prima vittima di avvelenamento da radiazione, in seguito a questo Edison abbandonò le sue ricerche sui raggi X e nel 1903 disse "Non parlarmi di raggi X, ho paura di loro" continuando "Ho paura di loro. Ho smesso di sperimentare con loro due anni fa, quando sono arrivato vicino a perdere la vista e Dally, il mio assistente ha praticamente perso l'uso di entrambe le braccia. Ho paura anche del radio e del polonio, e non voglio averci più nulla a che fare".
L'anno dopo morì, sempre a causa dell'avvelenamento da radiazione, la scienziata Elizabeth Fleischman.